# Dani Osvaldo
Pablo Daniel Osvaldo (sinh ngày 12 tháng 1 năm 1986), tên thường gọi là Pablo Osvaldo hay Dani Osvaldo (phát âm tiếng Ý: [ˈdaːni oˈzvaldo]), là một cầu thủ bóng đá Ý gốc Argentina thi đấu ở vị trí tiền đạo.
Sinh ra ở Argentina, Osvaldo bắt đầu sự nghiệp ở Huracán vào năm 2005 anh chuyển tới Ý vào năm 2006 theo một hợp đồng đồng sở hữu giữa Atalanta và Lecce, sau đó thi đấu cho Fiorentina và Bologna. Sau khi được cho mượn tại Espanyol, anh gia nhập Espanyol teo một hợp đồng dài hạn trước khi trở lại Ý để cập bến Roma vào năm 2011. Anh có hai mùa ở Roma và sau đó chuyển tới Southampton, nơi anh chủ yếu được đem cho mượn (tại Juventus, Inter và Boca Juniors) trước khi gia nhập Porto. Anh trở lại Boca vào tháng 1 năm 2016 nhưng bị chấm dứt hợp đồng vào tháng 5.
Osvaldo đủ điều kiện đá cho đội tuyển Ý nhờ nguồn gốc của mình, có một số lần khoác áo đội U-21 Ý trước khi lên tuyển quốc gia năm 2011.

## Sự nghiệp câu lạc bộ

### Bắt đầu chơi bóng
Anh đến với bóng đá ở câu lạc bộ C.A. Huracán của giải hạng hai Argentina vào năm 2005.Một năm sau,anh chuyển đến Atalanta của Serie B,nơi anh chỉ chơi 3 trận và có 1 bàn thắng. Những năm sau đó anh còn chuyển tới Lecce, Fiorentina và Bologna, ghi được tổng cộng 16 bàn thắng.

### Espanyol
Ngày 10 tháng 1 năm 2010,câu lạc bộ RCD Espanyol chính thức công bố là họ đã có được anh với một bản hợp đồng cho mượn tới tháng 6.Anh có trận đấu đầu tiên tại La Liga khi vào sân ở phút 54 thay cho Iván Alonso ở trận thua CA Osasuna 2-0.
Ngày 3 tháng 6,bản hợp đồng cho mượn được nối dài thêm một mùa giải nữa.Ngày 31 tháng 8,bản hợp đồng cho mượn bị hủy bỏ,thay vào đó là một bản hợp đồng chính thức có thời hạn 5 năm,với mức phí chuyển nhượng là 4,6 triệu €.

### Roma
Sau một mùa giải thành công,ghi nhiều bàn thắng hơn,anh chuyển tới A.S. Roma với mức phí chuyển nhượng 15 triệu € vào ngày 25 tháng 8 năm 2011.Ngày 22 tháng 9 năm 2011,anh ghi bàn thắng đầu tiên cho Roma trong trận hòa A.C. Siena 1-1 trên sân nhà.Ngày 16 tháng 10,anh có bàn mở tỉ số ngay phút thứ 6 trong trận Derby đấu với đội bóng cùng thành phố Lazio,tuy nhiên Lazio đã thắng với tỉ số 2-1.

### Southampton
Ngày 18 tháng 8 năm 2013,anh đặt bút ký vào bản hợp đồng 4 năm tới Southampton F.C. với mức phí chuyển nhượng kỉ lục của câu lạc bộ, 15,35 triệu €. Anh có trận đấu đầu tiên vào ngày 24 tháng 8 trong trận hòa 1-1 với Sunderland,vào sân từ ghế dự bị trong hiệp hai. Bàn thắng đầu tiên của anh là bàn mở tỉ số trong trận thắng Crystal Palace 2-0.

## Đội tuyển quốc gia
Osvaldo đủ điều kiện để chơi cho Đội tuyển Ý và Đội tuyển Brazil.Ngày 5 tháng 10 năm 2011,do Mario Balotelli và Giampaolo Pazzini,chấn thương thường xuyên,anh nhận lời để chơi cho Đội tuyển Ý tham dự UEFA Euro 2012.

## Thống kê sự nghiệp

### Câu lạc bộ
| Câu lạc bộ     | Mùa            | Giải | Giải | Cúp  | Cúp | Cúp liên đoàn | Cúp liên đoàn | Tổng | Tổng |
| Câu lạc bộ     | Mùa            | Trận | Bàn  | Trận | Bàn | Trận          | Bàn           | Trận | Bàn  |
| -------------- | -------------- | ---- | ---- | ---- | --- | ------------- | ------------- | ---- | ---- |
| Huracán        | 2005           | 33   | 11   | 0    | 0   | -             | -             | 33   | 11   |
| Huracán        | Tổng           | 33   | 11   | 0    | 0   | -             | -             | 33   | 11   |
| Atalanta       | 2006–07        | 3    | 1    | 0    | 0   | -             | -             | 3    | 1    |
| Atalanta       | Tổng           | 3    | 1    | 0    | 0   | -             | -             | 3    | 1    |
| Lecce          | 2006–07        | 31   | 8    | 1    | 0   | -             | -             | 32   | 8    |
| Lecce          | Tổng           | 31   | 8    | 1    | 0   | -             | -             | 32   | 8    |
| Fiorentina     | 2007–08        | 13   | 5    | 0    | 0   | 8             | 1             | 21   | 6    |
| Fiorentina     | 2008–09        | 8    | 0    | 0    | 0   | 5             | 0             | 13   | 0    |
| Fiorentina     | Tổng           | 21   | 5    | 0    | 0   | 13            | 1             | 34   | 6    |
| Bologna        | 2008–09        | 12   | 0    | 0    | 0   | –             | –             | 12   | 0    |
| Bologna        | 2009–10        | 13   | 3    | 1    | 0   | –             | –             | 14   | 3    |
| Bologna        | Tổng           | 25   | 3    | 1    | 0   | –             | –             | 26   | 3    |
| Espanyol       | 2009–10        | 20   | 7    | 1    | 1   | –             | –             | 21   | 8    |
| Espanyol       | 2010–11        | 24   | 13   | 2    | 1   | –             | –             | 26   | 14   |
| Espanyol       | Tổng           | 44   | 20   | 3    | 2   | –             | –             | 47   | 22   |
| Roma           | 2011–12        | 26   | 11   | 0    | 0   | –             | –             | 26   | 11   |
| Roma           | 2012–13        | 29   | 16   | 2    | 1   | –             | –             | 31   | 17   |
| Roma           | Tổng           | 55   | 27   | 2    | 1   | –             | –             | 57   | 28   |
| Tổng sự nghiệp | Tổng sự nghiệp | 212  | 75   | 7    | 3   | 13            | 1             | 232  | 79   |

### Đội tuyển quốc gia
| Ý    | Ý    | Ý   |
| Năm  | Trận | Bàn |
| ---- | ---- | --- |
| 2011 | 2    | 0   |
| 2012 | 4    | 3   |
| 2013 | 7    | 1   |
| 2014 | 1    | 0   |
| Tổng | 14   | 4   |

### Bàn thắng quốc tế
| #  | Ngày                 | Địa điểm                                            | Đối thủ  | Bàn thắng | Kết quả | Giải đấu                 |
| -- | -------------------- | --------------------------------------------------- | -------- | --------- | ------- | ------------------------ |
| 1. | 7 tháng 9 năm 2012   | Sân vận động Quốc gia Vasil Levski, Sofia, Bulgaria | Bulgaria | 1–1       | 2–2     | Vòng loại World Cup 2014 |
| 2. | 7 tháng 9 năm 2012   | Sân vận động Quốc gia Vasil Levski, Sofia, Bulgaria | Bulgaria | 2–1       | 2–2     | Vòng loại World Cup 2014 |
| 3. | 12 tháng 10 năm 2012 | Sân vận động Hrazdan, Yerevan, Armenia              | Armenia  | 3–1       | 3–1     | Vòng loại World Cup 2014 |
| 4. | 11 tháng 10 năm 2013 | Sân vận động Parken, Copenhagen, Đan Mạch           | Đan Mạch | 1–0       | 2–2     | Vòng loại World Cup 2014 |